# Corridor Ankeniheny Zahamena
 (janvier 2025).
Le corridor Ankeniheny Zahamena (abrégé CAZ en français) se situe dans la province de Toamasina, au centre est de Madagascar ,. C’est l’une des plus grandes forêts humides du pays avec une superficie de 370'000 hectares . Le CAZ est reconnu pour sa biodiversité exceptionnelle et les nombreux services écosystémiques qu’il fournit, tant au niveau local que global . Environ 350'000 personnes vivent dans cette région, où l’agriculture représente le principal moyen de subsistance . Cependant, les activités humaines, notamment la pratique traditionnelle du brulis, utilisant le feu pour défricher les terres pour l’agriculture, menace sérieusement les forêts du corridor Ankeniheny Zahamena  
,.

## Faune et flore
Le corridor Ankeniheny Zahamena abrite plus de 2'000 espèces de plantes recensées, dont une grande majorité (85%) est endémique à Madagascar,. Cette richesse floristique constitue un élément clé de la biodiversité de cette forêt humide. Le CAZ est également le lieu de vie pour une grande diversité de mammifères, d’amphibiens et d’oiseau, dont beaucoup ne se trouvent nulle part ailleurs qu’à Madagascar. Parmi ces espèces, plusieurs figurent sur la liste rouge de l’Union internationale pour la conservation de la nature (UICN), témoignant des pressions et menaces qui occurrent dans le CAZ. Les lémuriens, espèces endémiques de Madagascar, sont particulièrement présents dans le CAZ, avec un recensement de 13 espèces. Cependant, leur situation est préoccupante : 4 espèces sont en danger critique (le lémur vari), 2 autres espèces sont en danger (le lémurien nocturne Aye-aye) et 6 espèces sont vulnérables (le lémur à ventre rouge).

## Pressions et menaces
Le corridor Ankeniheny Zahamena subit plusieurs menaces liées aux impacts des activités humaines. Ces pressions anthropiques engendrent des perturbations, des dégradations et des destructions de l’écosystème forestier. Les principales activités anthropiques identifiées sont : l’agriculture et le minage. Celles-ci induisent de fortes pressions sur l’écosystème et les ressources naturelles, notamment en intensifiant la déforestation du CAZ.
De nombreux facteurs contribuent à la déforestation dans le corridor Ankeniheny Zahamena : le mode de vie, la pauvreté, le type d’agriculture, le contexte politique. La région du CAZ est marquée par un niveau élevé de pauvreté, notamment dû à un manque de propriété foncière et d’accès aux services de base. La majorité des communautés locales (environ 90%) subviennent à leurs besoins alimentaires grâce à l’agriculture, qui leur assure à la fois une sécurité alimentaire et économique,. Cependant, l’agriculture itinérante traditionnelle repose sur le défrichement des terres forestières afin de les cultiver. Pour ce faire, les parcelles de forêts sont brulées, permettant la plantation de culture par la suite. La répétition et la fréquence des cultures sur brulis et les périodes de jachère empêchent la régénération de la forêt. Par conséquent, cette forme d’agriculture entraine une perte durable de la couverture forestière du CAZ.
Concernant le contexte politique, une étude de 2017 révèle qu’au cours des élections nationales de décembre 2006 et décembre 2013, ainsi que durant les mois qui ont suivi, la déforestation s’est accélérée dans le CAZ. Ces tendances s’expliquent par une application restreinte des politiques d’aménagement de la part des autorités, en vue de gagner la faveur des communautés locales à des fins électorales. Par ailleurs, pendant ces périodes, les administrateurs, accaparés par la campagne politique, n’étaient pas en mesure de faire respecter les réglementations en vigueur. Entre 2009 et 2014, les troubles politiques qui ont eu lieu dans le pays ont eu des répercussions négatives sur la gouvernance des forêts. En conséquence, le corridor Ankeniheny Zahamena a subi une augmentation significative de la déforestation de 2010 à 2013.
En outre, la région du corridor Ankeniheny Zahamena est également confrontée à des exploitations minières, souvent illicites, qui contribuent à la dégradation de la zone protégée,. Ces exploitations minières se concentrent principalement sur l’extraction de saphirs et d’autres pierres précieuses présentent dans le CAZ. Ces pratiques aggravent les pressions sur l’écosystème et accentuent la perte d’habitat.

## Aires protégées
En 2005, il a été proposé de classer le corridor Ankeniheny Zahamena comme une aire protégée. Cette proposition a été officiellement acceptée en 2015.Depuis, l’aire protégée du CAZ est gérée par Conservation internationale (CI) et reconnue comme une zone clé pour la biodiversité. Le CAZ est classé dans la catégorie V des aires protégées de l’Union Internationale pour la Conservation de la Nature (UICN), qui correspond au Paysage Harmonieux Protégé. Cette catégorie a pour objectif principal la conservation à long terme des paysages, tout en intégrant des fins récréatives.
L’établissement du CAZ comme aire protégée repose sur un cadre juridique robuste : le Code des Aires Protégées (COAP) et les lignes directrices de la Commissions Système d’Aires Protégée de Madagascar (SAPM). Ces instruments juridiques facilitent non seulement la création d’aires protégées, mais également la définition des objectifs de gestion, des accords de gouvernance, ainsi que des pratiques d’utilisation durable des ressources naturelles.

### Co-gouvernance
Le corridor Ankeniheny Zahamena est considéré comme un modèle de co-gouvernance pour les zones protégées. Le système de co-gouvernance vise trois objectifs principaux : 1) une utilisation durable des ressources naturelles, 2) une distribution équitable tirée des ressources et 3) des formes institutionnelles reflétant la complexité des systèmes naturels gouvernés.  Dans le cas du CAZ, l’accord de co-gouvernance implique plusieurs parties prenantes, notamment le gouvernement (le ministère de l’Environnement et des forêts), les communautés locales, ainsi que des organisations non gouvernementales.
La co-gouvernance du CAZ est une application directe de la « vision Durban », qui a pour objectif la création d’un système durable de zones protégées à Madagascar. Cette initiative vise à l’augmentation de la surface protégée passant de 1.7 à 6 millions d’hectares. Cette décision fait écho au rôle crucial des écosystèmes dans l’établissement d’une croissance économique durable au sein du pays. Le système de co-gouvernance des ressources naturelles, tel qu’appliqué au corridor Ankeniheny Zahamena, a été conçu afin de permettre aux communautés locales de gérer les ressources naturelles situées dans leur territoire traditionnel avec une autorité limitée de l’État. Ce cadre permet de respecter les droits fonciers coutumiers des communautés locales à l’égard des forêts, tout en s’appuyant sur des structures de gouvernance traditionnelles pour la gestion des ressources naturelles.

## Les services écosystémiques
Le corridor Ankeniheny Zahamena fournit de nombreux services écosystémiques, dont certains sont essentiels au bien-être des populations. Parmi ces services, les plus importants sont : 1) le stockage et la séquestration de carbone, 2) l’approvisionnement en eau et 3) la rétention des sédiments. Ces fonctions ne sont pas uniquement vitales pour la subsistance des communautés locales, mais elles jouent également un rôle crucial dans le maintien de l’équilibre écologique de l’écosystème forestier du CAZ. La quantification et l’évaluation de ces services écosytémiques permettent d’orienter la mise en place de stratégies de gestions visant à promouvoir l’utilisation durable des ressources.

### Le stockage et la séquestration de carbone
Le corridor Ankeniheny Zahamena présente un fort potentiel pour stockage de carbone, par conséquent cette région est considérée comme l’une des priorités en matière de conservation à Madagascar. Néanmoins, la déforestation qui a lieu dans le CAZ entraine d’importantes émissions de gaz à effet de serre (CO2) dans l’atmosphère. Il est estimé qu’un hectare de déforestation dans cette zone libère 270 tonnes de CO2. Toutefois, les tendances actuelles suggèrent une diminution des taux de déforestation et une prise de conscience croissante quant à la préservation des forêts pour leurs capacités à séquestrer et à stocker le carbone.
La séquestration du carbone dans le CAZ, ainsi qu’à Madagascar en général, est influencé par plusieurs facteurs, tels que le rapport carbone/azote du sol, les variations de température, l’occupation du sol, les types de végétation et l’évapotranspiration.
D’un point de vue économique, les bénéfices liés au stockage et à la séquestration de carbone qui contribuent à la régulation du climat à l’échelle mondiale, étaient estimés à un milliard de dollars US pour l’année 2020.

### L’approvisionnement en eau
L’approvisionnement en eau, comprenant à la fois les eaux de surface et les eaux souterraines, joue un rôle important tant pour le bien-être humain que pour l’économique dans le corridor Ankeniheny Zahamena. Ce service écosystémique est indispensable pour l’agriculture, l’industrie et les usages domestiques.
Les principales sources d’eau dans la région du CAZ proviennent des précipitations et des eaux de surface. Les précipitations annuelles dans le CAZ varient entre 2'500 et 4'000 mm. Par ailleurs, la topographie accidentée et abrupte du corridor Ankeniheny Zahamena permet d’alimenter huit des principaux fleuves du pays, dont les sources sont situées dans le corridor : le Faritany Toamasina, le Simianona, le Marimboha, le Manatsatrana, le Maningory, l'Onibe, le Sahatavy et le Fanandrahana Ivondro. Ces rivières fournissent de l’eau douce à plus de 350 000 habitants vivant dans ses bassins versants du CAZ,. Selon une étude de 2012, aucune estimation officielle n’a été réalisée concernant la consommation d’eau domestique ni des usages agricoles et/ou industriels dans la région du corridor.
De plus, le CAZ fournit également de l’eau aux habitants de la capitale provinciale Toamasina, au travers d’un réseau de barrage et d’aquifère. L’eau provenant du corridor permet la production d’énergie hydroélectrique pour la capitale du pays Antananarivo, ainsi qu’à Toamasina la capitale provinciale.

### La rétention des sédiments
L’érosion et la sédimentation représentent des problèmes majeurs affectant le bon fonctionnement des écosystèmes et les services écosystémiques. La sédimentation se caractérise par une accumulation de sédiments dans les cours d’eau à la suite de l’érosion, pouvant affecter la qualité de l’eau et les écosystèmes. La topographie et la géologie des sols de Madagascar favorisent et rend particulièrement vulnérable à l’érosion.
Le corridor Ankeniheny Zahamena fournit des services importants concernant le contrôle du flux de sédiment pour les zones environnantes. La régulation et la rétention des sédiments sont considérées comme service écosystémique d’approvisionnement et/ou de prévention. Les caractéristiques naturelles du CAZ jouent un rôle clé dans la régulation des sédiments, en limitant la turbidité excessive dans les cours d’eau causée par les sédiments dissous. Grâce aux caractéristiques et au fonctionnement de l’écosystème, il y a une meilleure qualité de l’eau au sein du corridor Ankeniheny Zahamena. En moyenne, la contamination de l’eau douce par les sédiments est 6 fois plus élevée à l’extérieur du CAZ qu’à l’intérieur.
L’érosion et la sédimentation peuvent poser problème pour le secteur de l’agriculture et de l’énergie. Par exemple, le dépôt et l’accumulation de sédiments dans les canaux peuvent réduire l’approvisionnement en eau pour les parcelles agricoles éloignées des zones forestières. En ce qui concerne la production d’hydroélectricité, la sédimentation peut endommager les turbines et diminuer le débit de l’eau, limitant ainsi la production d’électricité.

## Programme d’intervention
Plusieurs programmes d’intervention ont été mis en place au cours des années pour aider à la protection et à la conservation du corridor Ankeniheny Zahamena.

### REDD+
En 2007, un projet pilote a été mis en place dans le CAZ  dans le cadre du programme REDD+ (programme de réduction des émissions de gaz à effet de serre dues à la déforestation et à la dégradation des forêts). L’objectif de ce projet était de réduire les émissions de CO2 de 8 millions de tonnes d’ici 2017. Le site du projet était divisé en deux zones distinctes : 1) une zone de conservation stricte et gérée et 2) une zone tampon avec la présence d’habitation avec une utilisation durable des forêts. Dès 2007, des centaines d’investissements ont été faits pour des activités de conservation ayant pour but la réduction de la déforestation et la diminution de l’utilisation du feu pour l’agriculture au sein du CAZ. Le projet REDD+ a été formellement validé en 2013, à la suite d'une vérification indépendante.
Une étude de 2011, sur le conflit entre la conservation des forêts et les modes de vie dans le projet REDD+ du corridor Ankeniheny Zahamena, souligne le besoin d’adopter une approche plus équitable. Il est nécessaire de prendre en compte les réalités socio-économiques des communautés locales pour atteindre les objectifs de conservations sans exacerber la pauvreté et les inégalités. En effet, les compensations prévues par le projet se sont révélées insuffisantes pour compenser les pertes économiques liées aux restrictions d’accès aux ressources forestières. De plus, le manque de mesures de sensibilisation aux populations les plus défavorisées, d’un point de vue socio-économique, concernant la conservation des forêts et de la séquestration du carbone, peut entrainer des potentiels conflits et inégalités au sein des communautés. Ainsi, il est essentiel d’intégrer la participation active et les connaissances locales dans l’élaboration des stratégies de conservation, afin qu’elles soient non seulement efficaces et durables, mais aussi bénéfiques à l’environnement et aux personnes qui en dépendent. En effet, impliquer les communautés locales génère davantage d’incitations à participer à la protection des forêts et renforce la responsabilité vis-à-vis de la conservation.

### CAZ4Lemur
Le projet CAZ4Lemur, mené par Conservation International (CI) est axé sur diverses interventions visant à accroitre la protection de trois espèces cibles de lémuriens : Indri indri, Propithecus diadema et Varecia variegata. L’objectif principal de ce projet est la protection de ces espèces, mais également la protection de leur habitat naturel. En outre, le projet CAZ4Lemur a pour ambition de renforcer la capacité de neuf organisations communautaires à gérer efficacement le corridor Ankeniheny Zahamena et à mettre en œuvre les lois de conservation, afin d’améliorer la gestion des lémuriens présents dans l’aire protégée.

Le projet CAZ4Lemur bénéficie du soutien financier de l’Union européenne (UE) et de l’Organisation des États d’Afrique, des Caraïbes et du Pacifiques (OACP), à travers le programme BIOPAMA, qui soutient la gestion de la biodiversité et des aires protégées.

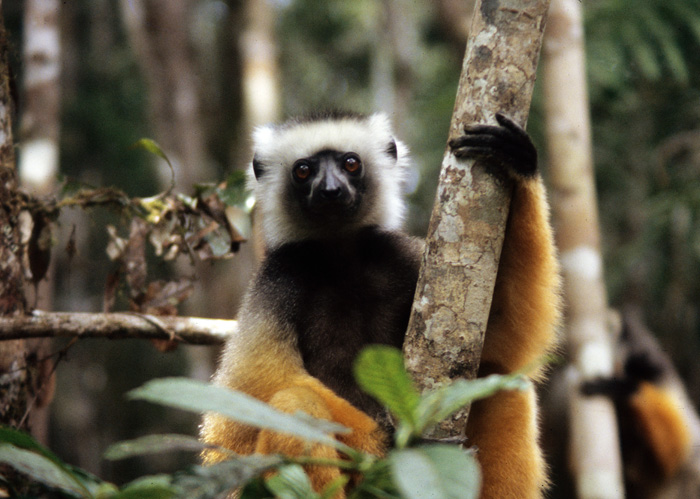
Lémurien Propithecus diadema
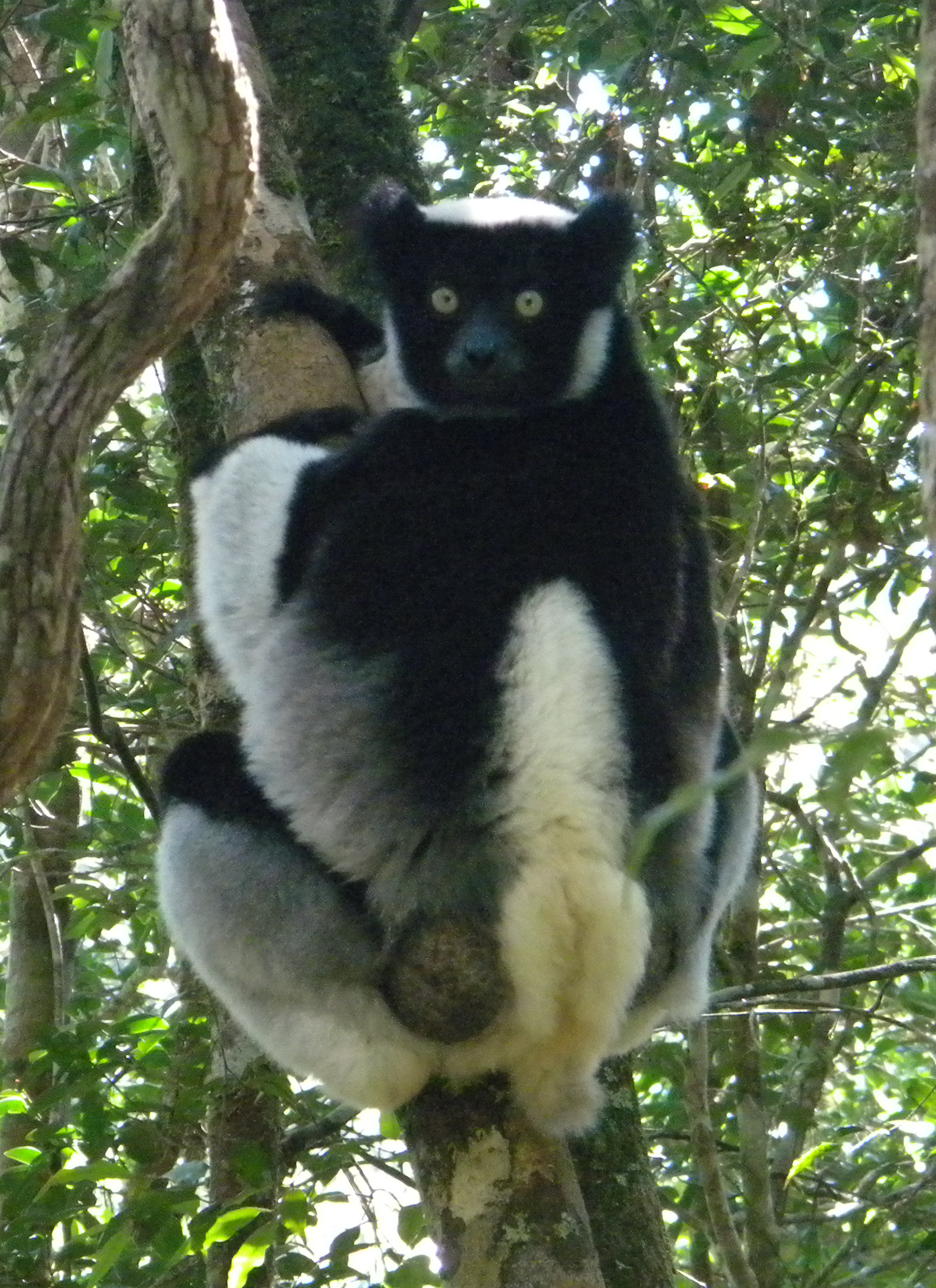
Lémurien Indri Indri
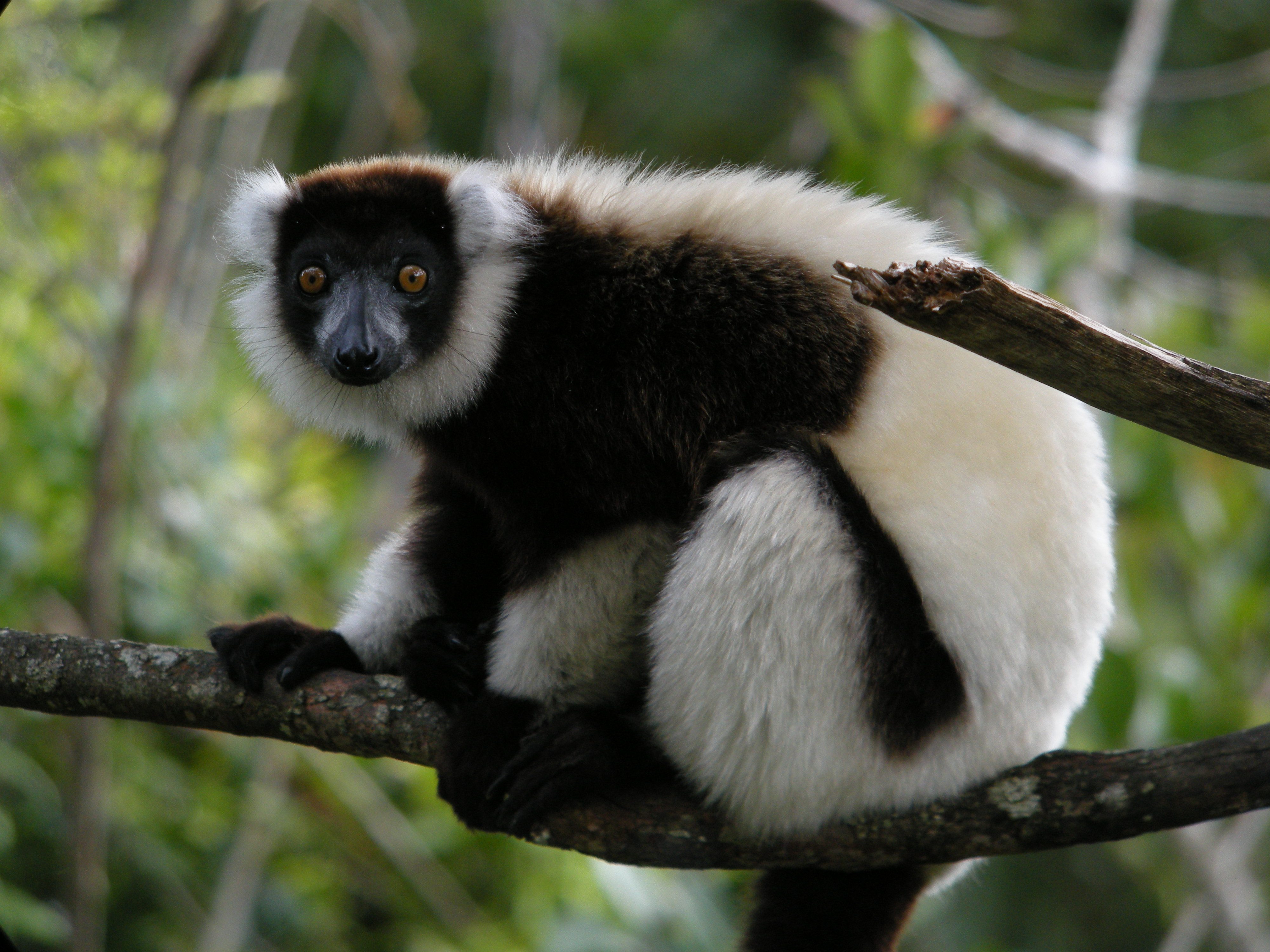
Lémurien Varecia variegata

### Impact des programmes de financements
Entre 2007 et 2014, grâce à différents programmes de conservation, le corridor Ankeniheny Zahamena a bénéficié de plus de 600 investissements provenant de multiples organisations et projets en faveur de la conservation des forêts et du développement rural. La majorité de ces investissements (83%) avait pour objectif d’améliorer les moyens de subsistance des communautés locales, ainsi que réduire leur dépendance à l’expansion de nouvelles zones agricole par le défrichement et le brulis de la forêt. Le restant des investissements (17%) étaient dédiés à des activités de conservation directe, afin de réduire la déforestation, telles que la gestion forestière communautaire, la mise en place de patrouilles de surveillance forestières et les accords de conservation. Selon une étude de 2017, les financements de projet de conservations peuvent bel et bien induire une réduction de la déforestation.

## Impact de la conservation des forêts
Les divers projets de conservation de la forêt mis en place dans le corridor Ankeniheny Zahamena ont contribué à réduire la déforestation. Cependant, ces derniers ont également eu des répercussions significatives sur les communautés locales. En effet, la protection du CAZ entraine l’exclusion ou la restriction d’accès à certaines parties de la zone protégée. Dès lors, les habitants de la région, qui sont parmi les personnes plus pauvres au monde, sont limités dans leurs moyens de subsistance, au profit d’avantages environnementaux globaux. Les projets de conservations impactent particulièrement la population pratiquant l’agriculture itinérante traditionnelle. De plus, une étude de 2018, révèle que de nombreux ménages affectés par les mesures de protection du CAZ ne perçoivent pas de soutien adéquat pour compenser leurs pertes. Par conséquent, la gestion durable des ressources naturelles et la conservation doivent impérativement tenir compte des besoins et des réalités des populations locales. Il est essentiel d’intégrer les perspectives locales dans les processus décisionnels et de garantir des mécanismes de compensation équitable dans les stratégies de conservation du CAZ, afin d’éviter des répercussions négatives sur le bien-être des habitants.